# Le Grand Temple de la S-F
Le Grand Temple de la S-F ou Le Grand Temple de la science-fiction est une collection d'anthologies de nouvelles de science-fiction ou de fantastique publiée de 1988 à 1999 et éditée par Pocket.

## Histoire
Cette collection se compose de 24 titres : 
- 20 sont des rééditions de la collection Le Livre d'or de la science-fiction parus avec de nouveaux noms. Une 21e réédition a été annoncée mais n'est jamais parue[1],[2] ;
- 4 sont des anthologies originales composées pour la collection.

## Liste des titres publiés

### Les anthologies originales

#### Millions de Soleils
Toutes les nouvelles sont de Jack Williamson. Elles ont été réunies par Patrick Duvic.
- Portrait de l'artiste en jeune loup-garou, préface de Patrick Duvic
- Brillante étoile (StarBright, 1939)
- L'Épreuve du pouvoir (The Crucible of power, 1939)
- L'Égalisateur (The Equalizer, 1947)
- Les Bras croisés (With Folded hands…, 1947)
- L'Œil vert (The Cold green eye, 1953)
- Le Nez du colporteur (The Peddler's nose, 1951)
- Guinevère pour tous (Guinevere For everybody, 1954)
- Le Grand plongeon (The Highest dive, 1976)
- Jamboree (Jamboree, 1969)

L'anthologie est parue en 1988, édition Pocket, no 5285  (ISBN 2-266-02148-6).

#### Le Barde du futur
Toutes les nouvelles sont de Poul Anderson. Elles ont été réunies par Marc Duveau.
- Le Merveilleux et la liberté, préface de Marc Duveau
- Les Enfants de demain (Tomorrow's Children, 1961)
- Épilogue (Epilogue, 1962)
- La Critique de la raison impure (The Critique of Impure Reason, 1962)
- Le Barbare (The Barbarian, 1956)
- La Vaillance de Cappen Varra (The Valor of Cappen Varra, 1957)
- Terrien, prends garde ! (Earthman, Beware !, 1951)
- Le Martyr (The Martyr, 1960)
- Duel sur la Syrte (Duel on Syrtis, 1951)
- Interdiction de séjour (My object all sublime..., 1961)
- Sam Hall (Sam Hall, 1953)

L'anthologie est parue en 1988, édition Pocket, no 5300  (ISBN 2-266-02249-0).

#### La Dame de la Haute Tour
Toutes les nouvelles sont de Anne McCaffrey. Elles ont été réunies et traduites par Élisabeth Vonarburg.
- Chevaucher le dragon, préface d'Élisabeth Vonarburg
- La Dame de la haute tour (Lady in the Tower, 1959)
- La Fille de sa mère (Daughter, 1971)
- L'Enfant des fées (Changeling, 1977)
- Le Temps qu'il fait sur Welladay (Weather on Welladay, 1969)
- Les Épines de Barevi (The Thorns of Barevi, 1970)
- L'Amour suprême (The Greatest Love, 1976)
- Le Bon Père Noël (A Proper Santa Claus, 1973)
- Pomme pourrie (Apple, 1969)
- Le Plus Petit des Dragonniers (The Smallest Dragonboy, 1973)

L'anthologie est parue en 1993, édition Pocket, no 5469  (ISBN 2-266-04828-7).

#### Les Voix de l'espace
Toutes les nouvelles sont de Marion Zimmer Bradley. Elles ont été réunies et traduites par Élisabeth Vonarburg.
- Préface d'Élisabeth Vonarburg
- Docteur ès crime (The Crime Therapist, 1954)
- Espace vital (Elbow Room, 1980)
- L'Invasion de l'ombre (The Dark Intruder, 1962)
- La Lune du héros (Hero's Moon, 1976)
- La Machine (The Engine, 1977)
- La Vague montante (The Climbing Wave, 1955)
- Le Jour des papillons (The Day of the Butterflies, 1976)
- Le Peuple du vent (The Wind People, 1959)
- Les Exilés du futur (Exiles of Tomorrow, 1955)
- Noir et Blanc (Black and White, 1962)
- Une Mort parmi les étoiles (Death Between the Stars, 1956)

L'anthologie est parue en 1994, édition Pocket, no 5470  (ISBN 2-266-04827-9).

### Les rééditions
Les liens renvoient vers les éditions de la collection Le Livre d'or de la science-fiction pour le détail des anthologies.
- Étoiles des profondeurs, d'Ursula K. Le Guin, Pocket no 5012, 1991  (ISBN 2-266-04519-9)
- Un soupçon d'étrange, de Theodore Sturgeon, Pocket no 5013, 1991
- Le Prophète des sables, de Frank Herbert, Pocket no 5018, 1989, 1990, 1995 et 1998  (ISBN 2-266-02790-5)
- Voir l'invisible, de Robert Silverberg, Pocket no 5032, 1988  (ISBN 2-266-02713-1).
- High Fantasy 1 : Le Manoir des roses, Pocket no 5035, 1988  (ISBN 2-266-02232-6)
- La Planète impossible, de Philip K. Dick, Pocket no 5051, 1989  (ISBN 2-266-02713-1)
- Heroic Fantasy 2 : La Citadelle écarlate, Pocket no 5055, 1989  (ISBN 2-266-02231-8)
- Ne vous retournez pas de Henry Kuttner et Catherine L. Moore, Pocket no 5061, 1992  (ISBN 2-266-02844-8)
- Le Jeu de la création, de Philip José Farmer, Pocket no 5066, 1990  (ISBN 2-266-03657-2)
- Futur parfait, d'Alfred Elton Van Vogt, Pocket no 5071, 1988  (ISBN 2-266-02344-6)
- Les Statues chantantes, de James Graham Ballard, Pocket no 5074, 1988  (ISBN 2-266-02213-X)
- Tu brûles !, de Robert Sheckley, Pocket no 5075, 1990
- Prélude à l'éternité, d'Isaac Asimov, Pocket no 5092, 1989, 1990 et 1992  (ISBN 2-266-02828-6)
- Papillon de lune, de Jack Vance, Pocket no 5097, 1988  (ISBN 2-266-02357-8)
- Longue Vie, de Robert A. Heinlein, Pocket no 5102, 1989  (ISBN 2-266-02832-4)
- Le Cavalier Chaos, de Michael Moorcock, Pocket no 5105, 1989, 1990 et 1999  (ISBN 2-266-02837-5)
- Journal d'un monstre, de Richard Matheson, Pocket no 5110, 1990  (ISBN 2-266-02849-9)
- New Fantasy 3 : Le Monde des chimères, Pocket no 5112, 1991  (ISBN 2-266-02841-3)
- Et la lumière tue, d'Arthur C. Clarke, Pocket no 5118, 1992  (ISBN 2-266-05086-9)
- Le vaisseau lève l'ancre à minuit, de Fritz Leiber, Pocket no 5138, 1991  (ISBN 2-266-04308-0)

Anthologie annoncée mais non rééditée :
- Science Fantasy 4 : La Cathédrale de sang, Pocket no 5143, 1991